# 北川晋
北川 晋（きたがわ すすむ、1973年9月25日 - ）は、大阪府堺市出身の元プロ野球選手（投手）。

## 来歴・人物
浪速高時代は、3年次の1991年に春の選抜に出場。外野手登録であったが、2番手投手として救援登板し、この大会ベスト4の山梨・市川高を7回3安打1失点に抑えるも初戦敗退。
1991年のプロ野球ドラフト会議でオリックス・ブルーウェーブから5位指名を受け入団。
一軍登板がないまま、1997年限りで現役引退。

## 詳細情報

### 年度別投手成績
- 一軍公式戦出場なし

### 背番号
- 57 （1992年 - 1997年）